# Costa da Caparica
Costa da Caparica – portugalskie miasto położone w prowincji Almada. Populacja miasta wynosi 11 707 mieszkańców. Dane te pochodzą ze spisu powszechnego przeprowadzonego w 2001 roku. Miasto uzyskało prawa miejskie w grudniu 2004. 

## Sport
Costa da Caparica jest siedzibą licznych klubów sportowych w tym m.in.:
- Grupo Desportivo dos Pescadores da Costa de Caparica - piłka nożna
- Clube dos Amigos do Rugby da Costa de Caparica - rugby

## Parki oraz kempingi
Największą popularnością wśród turystów przybywających do miasta cieszą się parki oraz miejscowe pola kempingowe. Pośród nich należy wymienić następujące pola:
- Camping Orbitur
- Clube de Campismo de Lisboa (Lisbon Camping Club)
- "Lugar Ao Sol"
- "Praia da Saúde"
- "Praia da Mata" Sociedade Filarmónica U. A. Piedense